# Satyrus virbius
Satyrus virbius is een vlinder uit de onderfamilie Satyrinae van de familie Nymphalidae (aurelia's). De wetenschappelijke naam is voor het eerst geldig gepubliceerd in 1844 door Gottlieb August Wilhelm Herrich-Schäffer.
De soort komt voor in Europa.